# Bayecourt
Bayecourt ist eine französische Gemeinde mit 234 Einwohnern (Stand 1. Januar 2022) im Département Vosges in Grand Est. Sie gehört zum Arrondissement Épinal und zum Gemeindeverband Agglomération d’Épinal.

## Geografie
Die Gemeinde Bayecourt liegt elf Kilometer nordöstlich von Épinal im überwiegend flachen Hinterland der oberen Mosel. Durch die Gemeinde fließt der Mosel-Nebenfluss Durbion. Der größte Teil des Gemeindegebietes wird landwirtschaftlich genutzt; Wald tritt nur im Nordosten (Bois des Épinettes) und Süden (Bois des Hayes) auf.
Nachbargemeinden von Bayecourt sind Domèvre-sur-Durbion im Nordwesten und Norden, Badménil-aux-Bois im Nordosten, Villoncourt im Osten, Dignonville im Süden sowie Girmont im Südwesten und Westen.

## Bevölkerungsentwicklung
| Jahr      | 1962 | 1968 | 1975 | 1982 | 1990 | 1999 | 2009 | 2021 |
| Einwohner | 216  | 219  | 171  | 204  | 215  | 237  | 284  | 238  |

Im Jahr 1866 wurde mit 316 Bewohnern die bisher höchste Einwohnerzahl ermittelt. Die Zahlen basieren auf den Daten von cassini.ehess und INSEE.

## Sehenswürdigkeiten
- Kirche Sainte-Libaire
- Marienstatue
- Friedhofskreuz (Monument historique)

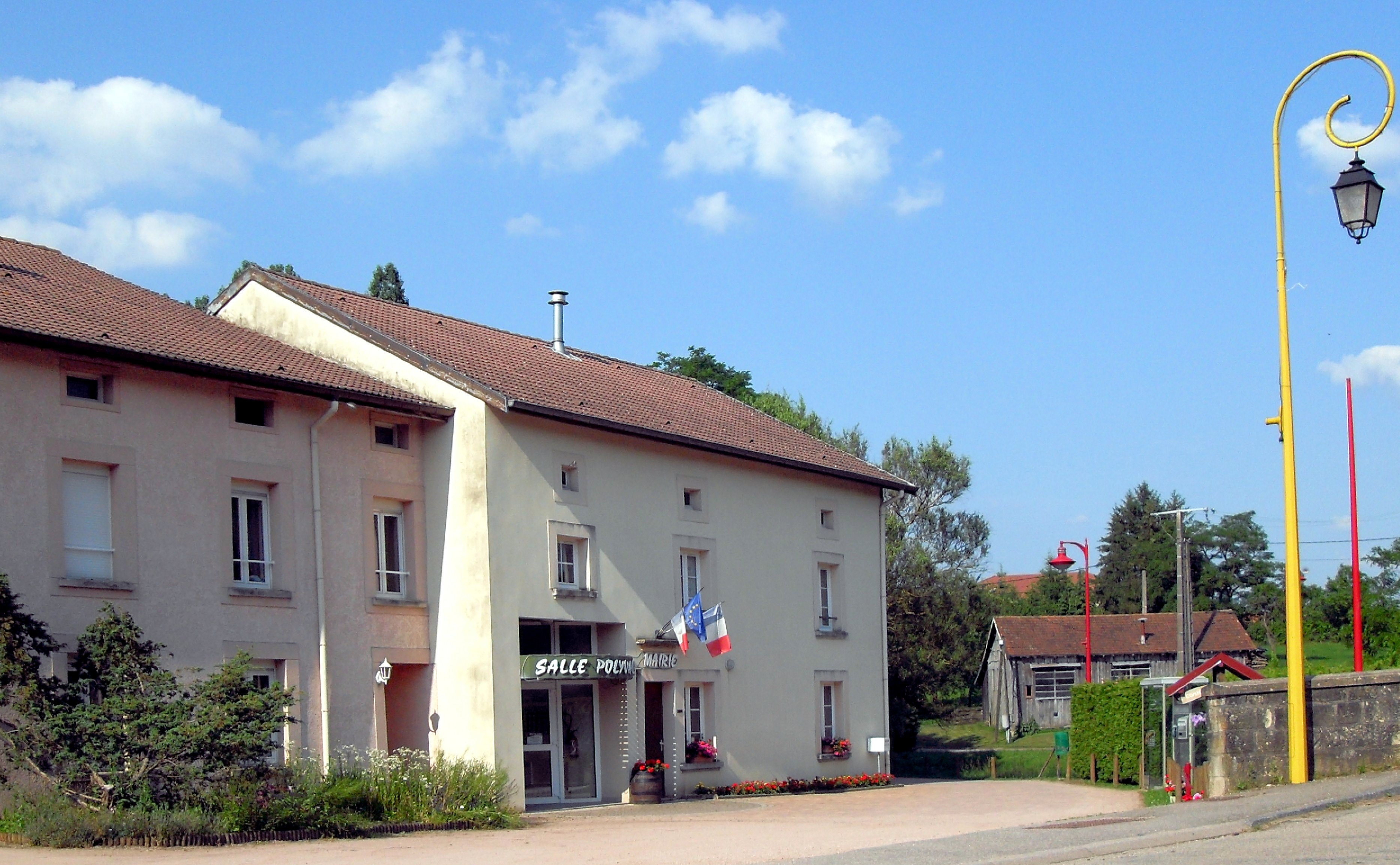
Mairie Bayecourt
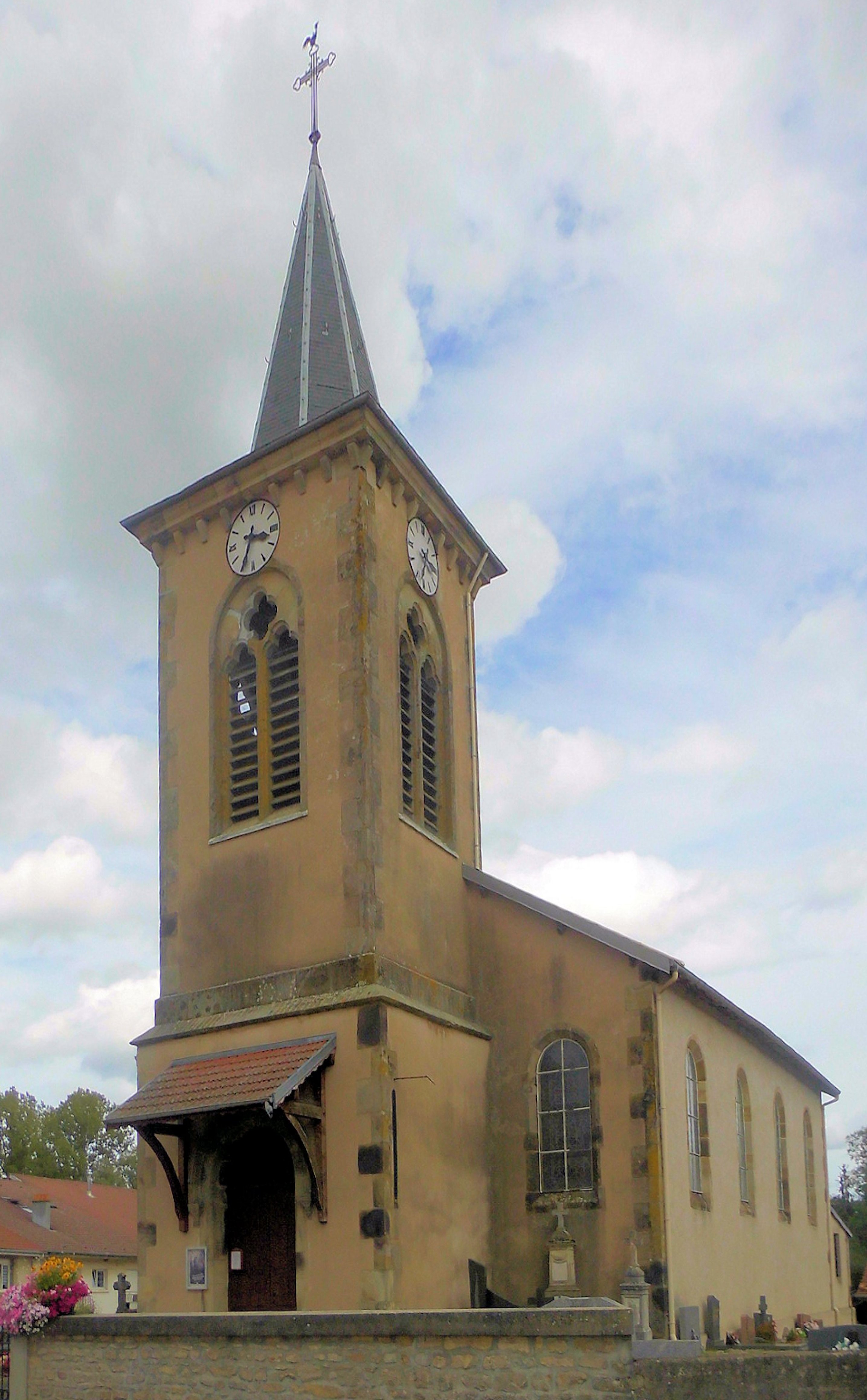
Kirche Sainte-Libaire
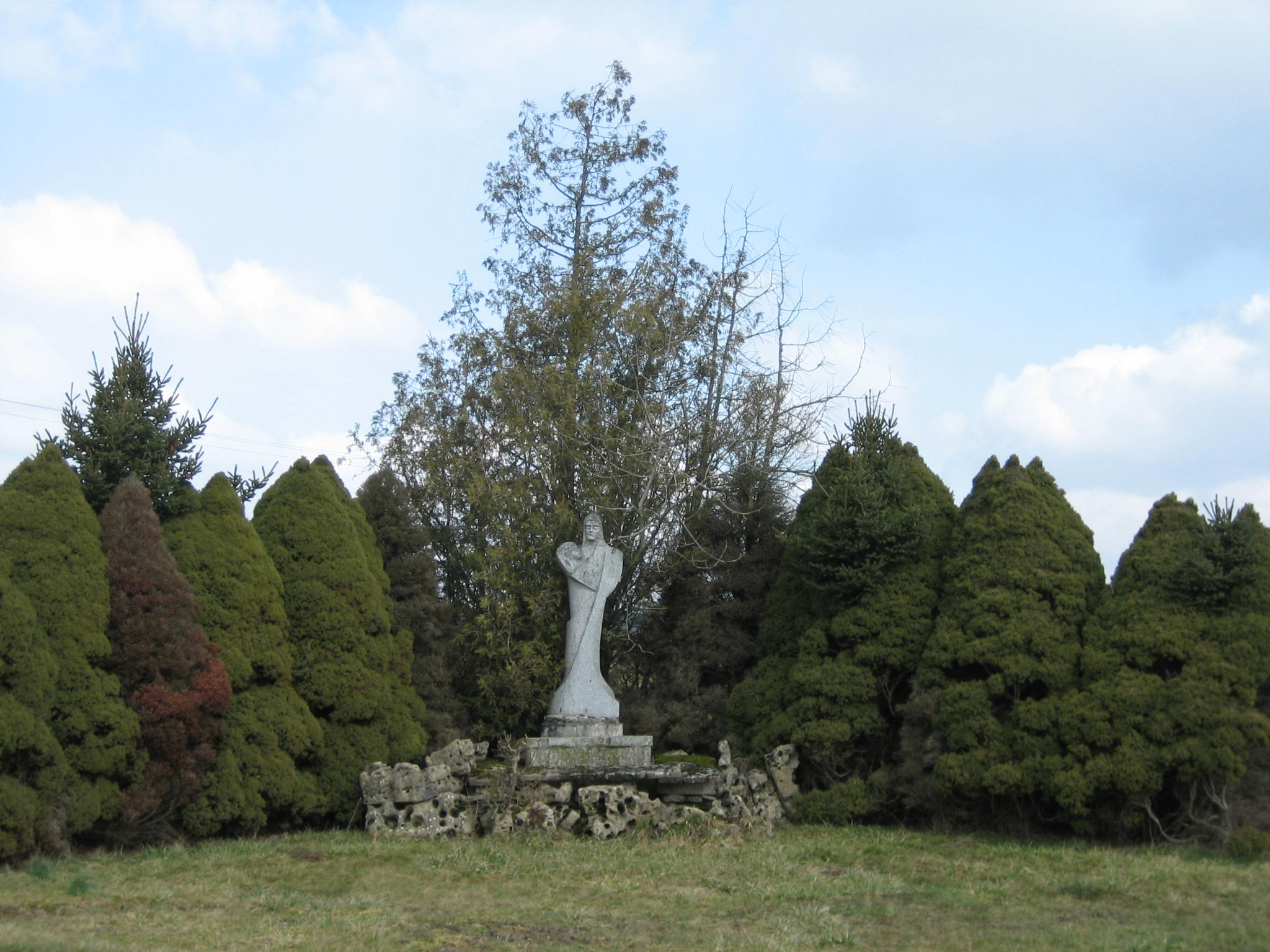
Marienstatue
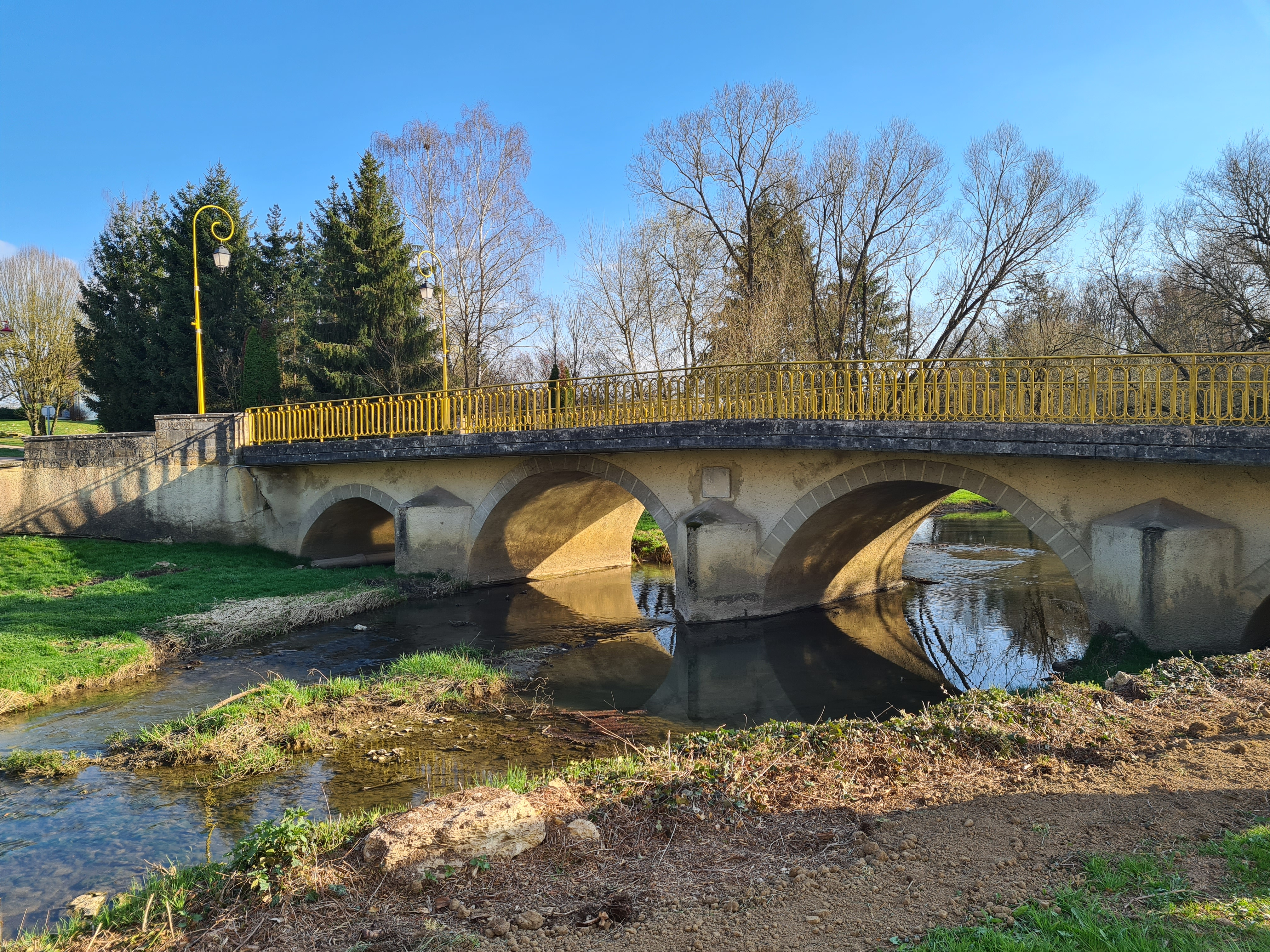
Brücke über den Durbion
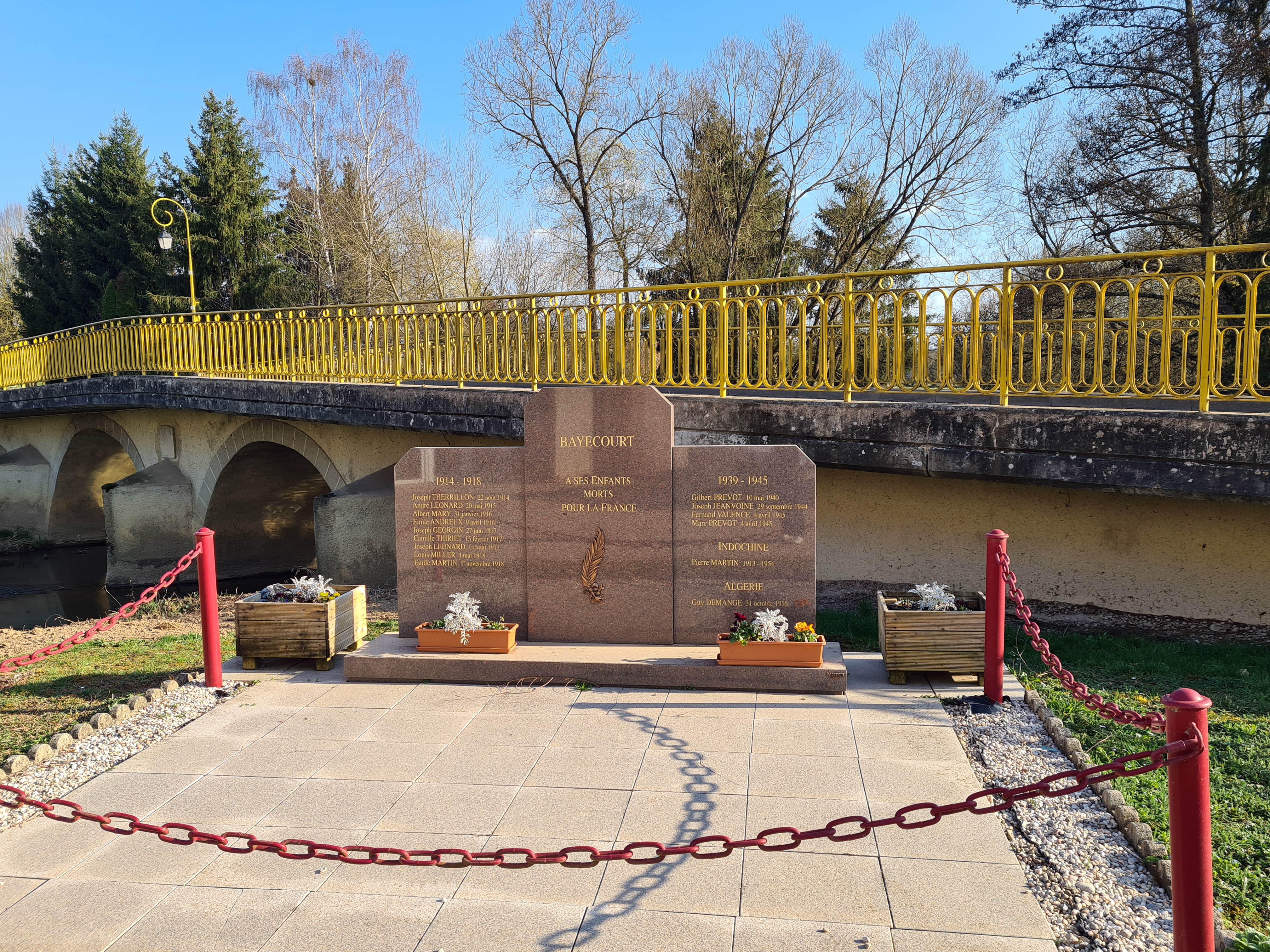
Gefallenendenkmal

## Wirtschaft und Infrastruktur
In der Gemeinde sind sieben Landwirtschaftsbetriebe ansässig (Getreideanbau, Milchwirtschaft, Rinderzucht).
Durch Bayecourt führt die Fernstraße D 10 von Châtel-sur-Moselle nach Girecourt-sur-Durbion. In Thaon-les-Vosges, sechs Kilometer westlich von Bayecourt, besteht ein Anschluss an die autobahnartig ausgebaute RN 57 von Nancy nach Épinal.

## Belege
1. ↑  Bayecourt auf cassini.ehess
2. ↑  Bayecourt auf INSEE
3. ↑  Landwirtschaftsbetriebe auf annuaire-mairie.fr (französisch)